# Karl Müller (teolog)
Karl (von) Müller, född 3 september 1852 i Langenburg, Württemberg, död 10 februari 1940 i Tübingen, Württemberg, var en tysk evangelisk teolog.
Müller blev e.o. professor i Berlin 1882, ordinarie professor i Halle an der Saale 1884, i Giessen 1886, i Breslau 1891 och i Tübingen 1903. Han var även Geheimes Kirchenrat och juris hedersdoktor och ansågs vara en av sin tids främsta tyska kyrkohistoriker. På Müllers 70-årsdag (1922) hyllades han med en festskrift med bidrag även från svenskt håll.
Müllers huvudarbete är Kirchengeschichte (I, 1892; andra helt omarbetade och utvidgade upplagan, häfte l 1924; II: l 1897, II: 2 1919; når till slutet av 1600-talet), som bröt ny väg i kyrkohistorisk handboksframställning både genom källstudiernas omfång, skärpa i klarläggandet av idéernas och händelsernas orsakssammanhang och inaugurerandet av metoden att låta utvecklingen kontinuerligt skrida framåt i stället för den förut brukliga metoden med stoffets uppdelning inom de olika tidsskedena i flera parallella linjer. Detta medförde dock att personlighetens trängdes tillbaka för idéernas utveckling.

## Övriga skrifter i urval
- Der Kampf Ludwigs des Bayern mit der römischen Curie (två band, 1879-80)
- Die Waldenser und ihre einzelnen Gruppen etc. (1886)
- Luther und Karlstadt (1907)
- Die Esslinger Pfarrkirche im Mittelalter (1907)
- Kirche, Gemeinde und Obrigkeit nach Luther (1910)
- Beiträge zur Geschichte der Verfassung der alten Kirche (i Preussiska vetenskapsakademiens avhandlingar, 1919 och 1922)